# 8939 Onodajunjiro
8939 Onodajunjiro este un asteroid din centura principală de asteroizi.

## Descriere
8939 Onodajunjiro este un asteroid din centura principală de asteroizi. A fost descoperit pe 29 ianuarie 1997 la Ōizumi de Takao Kobayashi. El prezintă o orbită caracterizată de o semiaxă mare de 2,92 ua, o excentricitate de 0,07 și o înclinație de 1,8° în raport cu ecliptica.